# Albert Warner
Pour les articles homonymes, voir Warner.
Albert Warner (23 juillet 1884 - 26 novembre 1967), est le cofondateur  du studio Warner Bros., créé en 1923 avec ses trois frères, Harry, Sam et Jack.

## Biographie

### Premières années
Abraham Wonskolaser est né dans une région de l'Empire russe (dans l'actuelle Pologne), sans doute dans le village de Krasnosielc. Il est le fils de Benjamin « Wonsal », un cordonnier né à Krasnosielc, et de Pearl Leah Eichelbaum.